# النواة المسننة
النواة المسننة (بالإنجليزية: Dentate nucleus) مجموعة من العصبونات أو الخلايا العصبية ذات حافة مسننة أو منشارية في الجهاز العصبي المركزي. تتوضع هذه النواة ضمن المادة البيضاء العميقة لكلا نصفي الكرتين المخيخيتين، وتُعد البنية المفردة الوحيدة التي تربط المخيخ مع بقية الدماغ، وهي أكبر الأزواج الأربعة بين النوى المخيخية العميقة وأكثرها جانبيةً (أي أبعدها عن الخط الناصف). تشمل النوى الأخرى النواة الكروية والنواة الصمية (اللتان يُشار إليهما معًا بالنواة البينية) والنواة الأوجية (السقفية). تنظم النواة المسننة عملية التخطيط وبدء الحركات الإرادية والسيطرة عليها. تحوي الناحية الظهرية من هذه النواة على سبل صادرة تشارك في الوظيفة الحركية المعتمدة على العضلات الهيكلية، بينما تحوي المنطقة البطنية على سبل صادرة تشارك في الوظيفة غير الحركية مثل التفكير الواعي والوظيفة الإبصارية المكانية.

## التطور
تملك النواة المسننة بنيةً شديدة التعقيد تغطيها التلافيف (نتوءات على القشر الدماغي) والأثلام (شقوق أو أخاديد على القشر الدماغي). يتزامن تشكلها مع مرحلة هامة من النمو الشامل للمسنن الجنيني، وتصبح النواة المسننة مرئيةً في المادة البيضاء المخيخية في وقت مبكر من الأسبوعين 11-12 من الحمل، وتتألف في هذه المرحلة فقط من سطوح ملساء وحشية (باتجاه الجانبين أو بعيدًا عن الخط الناصف) وأنسية (باتجاه الخط الناصف). تتشابه عصبونات النواة المسننة في الشكل والهيئة في هذه المرحلة، ويكون أغلبها ثنائي القطب.
تتشكل التلافيف على كامل سطح النواة خلال الأسابيع 22-28 من الحمل، وهي مرحلة حرجة في التطور الجنيني للنواة المسننة، وعندئذ تنضج العصبونات إلى أشكال مختلفة من الخلايا متعددة الأقطاب، وتكون أغلب الأنماط العصبونية متوسطةً إلى كبيرة الحجم.

## البنية

### الموقع
يملك المخيخ بنيةً شبيهةً بالبلورة، لذلك تتشابه بنية المقاطع المأخوذة منه. تتجمع النوى المخيخية الثمانية المتوضعة ضمن المادة البيضاء العميقة لكل نصف كرة مخيخية بشكل مزدوج، إذ تتوضع نواة واحدة من كل زوج في أحد نصفي الكرتين المخيخيتين. تمثل الكتلة النسيجية المؤلفة من النواة المسننة مع القشر المخيخي فوقها وحدةً وظيفيةً تُسمى المخيخ المخي، وبذلك يوجد جزء من المخيخ يتصل حصريًا مع النواة المسننة.

#### النوى المخيخية العميقة
- النواة المسننة: تمثل النواة المسننة البنية الأكبر والأكثر جانبيةً والأحدث تطورًا سلاليًا من بين النوى المخيخية. تتلقى هذه النواة الإشارات الواردة من القشرة أمام الحركية والقشرة الحركية الإضافية عبر الجهاز الجسري المخيخي. تسير الإشارات الصادرة عن طريق السويقة المخيخية العلوية عبر النواة الحمراء إلى المهاد البطني الأمامي/البطني الوحشي في الجهة المقابلة.[5]
- النواة البينية: تتشكل النواة البينية من اجتماع النوى الكروية والصمية معًا، وتُعد هذه النواة أصغر النوى المخيخية، وتتوضع بين النواتين المسننة والسقفية، وتتلقى التعصيب الوارد من الفص الأمامي للمخيخ، وترسل الإشارات الصادرة إلى النواة الحمراء في الجهة المقابلة عبر السويقة المخيخية العلوية. تعد هذه النواة منشأ الجملة النخاعية الحمراوية التي تؤثر أساسًا على العضلات القابضة للأطرف.[6]
- النواة الأوجية: تمثل النواة الأوجية البنية الأكثر أنسيةً بين النوى المخيخية، وتتلقى الإشارات الواردة من دودة المخيخ، بينما ترسل إشاراتها الصادرة عبر السويقة المخيخية السفلية إلى النوى الدهليزية. [7]

تتلقى النوى المخيخية العميقة الإشارات الصادرة الانتهائية من القشر المخيخي عبر خلايا بركنجي التي تمنح تأثيرًا مثبطًا، لكن العصبونات في النوى المخيخية تولد جهد فعل عفوي رغم وقوعها تحت التثبيط المستمر من هذه الخلايا. تتلقى النوى المخيخية الإشارات الواردة من الزيتونة السفلية والنواة الشبكية الوحشية والأقسام الرقبية العلوية والقطنية من النخاع الشوكي إضافةً إلى النوى الجسرية. تشكل النوى المخيخية العميقة معًا وحدةً وظيفيةً تؤمن ضبطًا راجعًا للقشر المخيخي عبر الإشارات المخيخية الصادرة.

### الدراسة الشكلية
تمتاز النواة المسننة ببنية شديدة التعقيد يمكن تقسيمها إلى منطقة ظهرية (حركية) ومنطقة بطنية (غير حركية). يكون النصف البطني أكثر تطورًا في البشر مقارنةً بالقرود العليا، ويبدو أنه يلعب دورًا هامًا في اتصالات الألياف العصبية. تؤدي المنطقة البطنية وظائف مخيخيةً عليا مثل اللغة والإدراك إضافةً إلى حركة الأصابع المتقنة والمتناسقة. من المقبول عمومًا أن المنطقة البطنية هي الأحدث على المقياس الزمني التطوري، لكن يطرح التصوير ثلاثي الأبعاد حاليًا تساؤلات تشكك في هذه الفرضية بعد إمكانية تحليل المحور الرأسي الذيلي الثالث. تُظهر الصور الحالية أن المنطقة البطنية لا تفوق المنطقة الظهرية حجمًا عند البشر كما هو متوقع وفق فرضية زيادة الحجم مع الوظيفة المعرفية.
تُصنف عصبونات النواة المسننة عند البالغ اعتمادًا على الحجم والشكل والوظيفة إلى عصبونات رئيسة كبيرة وعصبونات شبكية موضعية صغيرة.

#### العصبونات الرئيسة الكبيرة
صُنفت العصبونات الرئيسة الكبيرة إلى أربعة أنماط أولية وفقًا لموضعها ضمن النواة المسننة وشكل جسم الخلية والتشعبات التغصنية، وهي مسؤولة عن التواصل بين النواة المسننة والقشر المخيخي.
- العصبونات المركزية: تتوضع العصبونات المركزية في الأجزاء الأعمق من كتلة النواة بعيدًا عن النواحي المحيطية، وتملك أجسامًا مدورة الشكل خشنة البنية، مع جذوع تغصنية غزيرة تبزغ من كل جهات الجسم الخلوي، ولهذه التغصنات أنماط تشعبية معقدة ومجالات تغصنية كروية.
- العصبونات الحدودية: تتركز العصبونات الحدودية عند حافة صفيحة النواة، ولها أجسام بيضاوية الشكل. تملك هذه الخلايا محوارًا ضخمًا يتجه نحو المادة البيضاء المحيطية، إضافةً إلى 4-6 تغصنات تتشعب من النهاية المقابلة. تملك المجالات التغصنية لهذه العصبونات شكلًا رباعي الأسطح يتوضع جسم الخلية في إحدى زواياه.
- العصبونات المتوسطة غير المتناظرة: تتوزع العصبونات المتوسطة غير المتناظرة بالتساوي ضمن كتلة النواة، وتملك أجسامًا خلويةً ضخمةً بيضاوية الشكل. يبزغ من هذه العصبونات خمسة إلى تسعة تغصنات تتشعب في كل الاتجاهات، ويكون تغصن أو اثنان منها أطول من البقية.
- العصبونات المتوسطة المغزلية: تتبعثر العصبونات المتوسطة المغزلية ضمن النواة المسننة، وتملك أجسامًا خلويةً ممتدةً بيضاوية الشكل تستدق عند كلا نهايتيها. تضم هذه العصبونات ثلاثة إلى خمسة تغصنات أساسية تنقسم إلى تغصنات طويلة متعددة، ويوازي الجزء العلوي من جسم الخلية تغصناتها القمية التي تتجه نحو لب النواة.

#### العصبونات الدارية الموضعية الصغيرة
تشمل العصبونات الدارية (الشبكية) الموضعية الصغيرة سبل إرسال الإشارات الموجودة ضمن النواة المسننة. تؤمن هذه العصبونات تلقيمًا راجعًا للنواة المسننة، وتسمح بالسيطرة الدقيقة على توليد الإشارات. أُجريت القليل من الأبحاث حول شكل العصبونات ودورها المحدد في النواة المسننة في الوقت الحالي كونها تتكون بشكل أساسي من العصبونات الرئيسة الكبيرة.